# Gundecaro de Eichstätt
Gundecaro de Eichstätt (em latim: Gundecharus Eichstetensis; em alemão:  Gundekar, Gundechar, Gundakar ou Gunzo; 1019–1075 (56 anos) foi bispo de Eichstätt de 1057 até 1075. Ficou conhecido por sua obra histórica "Vitae Pontificum Eystettensium", sobre seus predecessores.
É considerado beato pela Igreja Católica e comemorado no dia 2 de agosto.